# Сердце пальцами

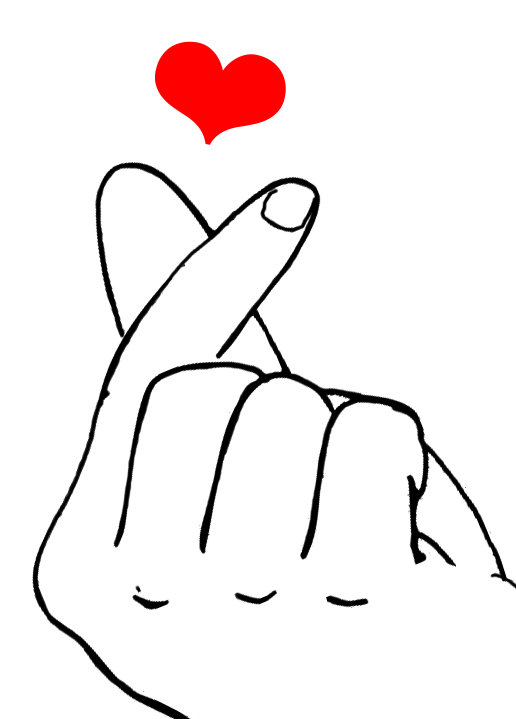
Сердце пальцами

Сердце пальцами — это жест любви, человек показывает символ сердца при помощи большого и указательного пальцев. Используется в некоторых странах Азии для выражения любви

## Популярность
Наибольшую популярность жест получил в 2010-е годы в Южной Корее. Главными причинами являются развитие социальных сетей и видеохостингов. Многие корейцы считают, что основоположником является Нам Ухён, который начиная с 2011 года создавал и распространял продукцию с символикой сердец пальцами, а также активно благодарил своих фанатов этим жестом.
Вследствие корейской волны и Зимних Олимпийских игр 2018 года жест также получил популярность сначала во многих странах Азии, а затем и в других частях мира.

## Происхождение
На данный момент нет точной информации о том, кто и когда придумал этот жест. В интернете некоторые публичные личности[какие?] ведут споры и пытаются выяснить, кто из них первый был замечен на фотографии, показывающий сердце пальцами.